# Elijah Richardson
Elijah Richardson es un actor estadounidense conocido por sus papeles en Law & Order y When They See Us. El 4 de enero se anunció que interpretaría al superhéroe Eli Bradley / Patriota en la serie de Marvel Studios The Falcon and the Winter Soldier.

## Filmografía

### Cine
| Año  | Título                | Personaje | Notas          |
| ---- | --------------------- | --------- | -------------- |
| 2015 | King Jack             | Malcolm   |                |
| 2015 | Stanhope              | Rufus     | Cortometraje   |
| 2018 | The Finest            | Desmond   | Película de TV |
| 2022 | Stargirl en Hollywood | Evan      | Película       |
| 2022 | Fantasy Football      | Nate      | Película       |

### Televisión
| Año  | Título                            | Personaje              | Notas       |
| ---- | --------------------------------- | ---------------------- | ----------- |
| 2015 | Mr. Robot                         | Sammy                  | 1 episodio  |
| 2017 | Law & Order                       | Will Harris            | 1 episodio  |
| 2018 | Instinct                          | Niño                   | 1 episodio  |
| 2019 | New Amsterdam                     | Avi                    | 3 episodios |
| 2019 | When They See Us                  | Al Morris              | 2 episodios |
| 2021 | The Falcon and the Winter Soldier | Eli Bradley / Patriota | 3 episodios |
| 2022 | Flatbush Misdemeanors             | Él mismo               | 1 episodio  |
| TBA  | Teaching While Talk               | Estudiante atractivo   | 1 episodio  |